# Північно-Західна Європа

Поширене визначення Північно-Західної Європи

Північно-Західна Європа — слабо визначений субрегіон Європи, що охоплює Північну та Західну Європу. Регіон можна визначити як географічно, так і етнографічно.

## Географічні визначення
Географічно Північно-Західна Європа складається з Великої Британії, Республіки Ірландія, Бельгії, Нідерландів, Люксембурга, Північної Франції, Півночі Німеччини, Данії, Норвегії, Швеції та Ісландії. Фінляндію, Південну Німеччину, Швейцарію та Австрію також часто називають частиною Північно-Західної Європи. Південну Францію не вважають частиною Північно-Західної Європи, оскільки вона, як правило, географічно і культурно вважається частиною Середземномор'я або Південної Європи.

## Етнографічні визначення
Германські мови широко поширені у більшості країн Північно-Західної Європи, хоча існують і інші мови, зокрема романські мови на Півночі Франції, Валлонії, Люксембурзі та деяких частинах Швейцарії, та кельтські мови вздовж західних меж Британських островів та у Бретані. У регіоні також є сильна історія протестантизму, що відрізняє його від середземноморських / південноєвропейських / латинських та східноєвропейських / слов'янських сусідів. Визначення Північно-Західної Європи, виходячи з протестантської германомовної Європи, призводить до дещо такого ж визначення, як наведене вище географічне, але, як правило, виключає також Північ Франції, Валлонію, Південь Нідерландів, католицьку Бельгію, більшу частину півдня Німеччини, Австрію та Ірландію. Це тому, що Франція та Валлонія, незважаючи на своє історичне заселення протестантськими гугенотами, традиційно вважаються країнами католицькими романомовними, тоді як Бельгія, більша частина Півдня Німеччини, Південь Нідерландів, Австрія та Ірландія, хоча суттєво мають носіїв германських мов, є історичними католицькими.
Визначення Північно-Західної Європи як інклюзивного терміну для тих європейських країн, які не входять до Південної Європи чи Східної Європи, використовувались антропологами та євгеністами кінця XIX — середини XX століття, які використовували Північно-Західну Європу як скорочений термін для регіону Європи, в якому представники нордичної раси були сконцентровані, на відміну від східних та південних регіонів Європи, які населяли середземноморські народи, слов'яни та інші не нордичні народи. Згідно з цим расиалістським поглядом, усі германомовні країни та райони, такі як Північ Франції, яку історично населяє велика кількість людей кельтського та германського франкського походження, включаються до складу Північно-Західної Європи, що частково пояснюється переважанням фенотипічно представників нордичної раси у цих районах.

## Театр Другої світової війни
У військовій історії, особливо в країнах Співдружності, бойова нагорода Північно-Західна Європа була використана для позначення двох наземних походів на цю територію під час Другої світової війни. Двома окремими бойовими відзнаками були нагороджені полки, які брали участь у цих походах. Кампанія Північно-Західної Європи 1940 року, під час битви за Францію, була обмежена Бельгією та портами Французького каналу. Кампанія Північно-Західної Європи 1944—1945 років розпочалася з висадки в Нормандії і закінчилася тим, що фельдмаршал Монтгомері прийняв німецьку військову капітуляцію всіх німецьких сил у Нідерландах, північно-західній Німеччині та Данії на Люнебурзькому пустищі на північному заході Німеччини. Бойові дії тут вели британська 21-ша група армій. У першій кампанії французька армія відповідала за решту Західного фронту від Люксембургу до Швейцарії, а також американська 12-та група армій та 6-та група армій під час другої кампанії.
Підрозділи Першої канадської армії воювали в п'яти великих походах в Північно-Західній Європі, включаючи битву за Нормандію, битви за Порти на Ла-Манші, битву при Шельді, битви за Рейнланд у лютому та березні 1945 року та завершальні операції на сході річки Рейн. Період статичної війни існував з 1 листопада 1944 року до 8 лютого 1945 року, в цей час Перша армія Канади пілотувала позиції в Неймегенській верховині.

## Генетика
Існує дуже близька генетична спорідненість серед населення Північно-Західної Європи. Багато в чому це пояснюється тим, що ці народи походять від близькоспоріднених культур шнурової кераміки та дзвоноподібних келихів, що несуть у собі велику кількість елементів степового походження. Наприклад, представники культури дзвоноподібних келихів в Нижньому Рейні перейняли 90 % генофондів Британії та Ірландії, замінивши наявні раніше неолітичні популяції басків.